# Біла змія
«Біла змія» (нім. Die weiße Schlange) — казка, опублікована братами Грімм у збірці «Дитячі та сімейні казки» (1812, том 1, казка 17). Згідно з класифікацією казкових сюжетів Аарне-Томпсона має номер 673: «М'ясо білої змії», однак окремі епізоди підпадають під номер 554: «Вдячні звірі».
Казка належить до циклу оповідок, в яких персонаж завдяки змії починає розуміти мову тварин — у цьому випадку, скуштувавши м'ясо білої змії. Цей мотив відомий по всій Європі, зокрема часто він зустрічається у казках центральної та східної Європи, а також в Шотландії, Ірландії, скандинавських і балтійських країнах та інколи поза межами Європи . 
Рання літературна версія сюжету зустрічається у творі «Сага про Вельсунгів» (XIII століття), де описано як Сігурд вбив дракона Фанфіра та, з'ївши його серце, почав розуміти мову птахів. У «Діянні данів» (V.2.6-V.2.8) Саксона Граматика також описано як Ерик здобуває красномовність і мудрість, скуштувавши тушковане м'ясо зі зміями, яке його мачуха Крака приготувала для свого сина Роллера. Інші схожі середньовічні оповідки зустрічаються у валлійській «Історії Таліесіна» та ірландських розповідях про Лосося Мудрості.

## Сюжет
Жив собі король, який славився своєю мудрістю, однак мав один  дивний звичай — на обід на самоті їсти страву, яку йому приносили ретельно закритою. Король розкривав страву тільки тоді, коли був сам у кімнаті. Допитливий слуга не зміг встояти та відкрив кришку страви, де побачив приготовану білу змію. Скуштувавши шматок, слуга починає розуміти мову тварин. Коли король звинувачує його у крадіжці персня королеви, він може довести свою невинуватість, приготувавши качку, від якої почув, що та проковтнула перстень королеви. Король пропонує йому кращу посаду при дворі, але слуга відмовляється і просить лише коня, щоб мати можливість подорожувати світом. У дорозі він зустрічає трьох рибок, яких рятує з тростини, мурашиного короля, мурашок якого не зачіпає та об'їжджає, а також трьох голодних пташенят-воронят, яких покинули батьки, і, вбивши свого коня, рятує їх від смерті. Діставшись до замку, слуга погоджується виконати хитромудре завдання, щоб потім одружитися на принцесі. Король наказує йому дістати з морського дна золотий перстень. Йому допомагають три врятовані ним рибки та дістають йому перстень. Королівна не хоче виходить заміж за слугу і дає йому ще одне завдання — позбирати за ніч десять мішків проса, але так, щоб жодна зернинка не загубилась. Цього разу йому допомагають мурашки на чолі з мурашиним королем. Опісля, королівна бажає отримати яблуко з дерева життя, яке йому приносять три ворони, що полетіли на самий край світу, щоб дістати його. 

## Екранізація
- «Біла змія» (нім. Die weiße Schlange) — німецький фільм 2015 року[6].